# Trương Tấn Sang
Trương Tấn Sang, född 21 januari 1949 i Duc Hoa i Long An-provinsen, är en vietnamesisk politiker. Han var Vietnams president mellan 25 juni 2011 och 2 april 2016. 20 december 1969 blev han medlem i kommunistpartiet. I presidentvalet 2011 fick Sang 98,78% av nationalförsamlingens röster och valdes därmed till president. Han efterträddes på presidentposten 2016 av Trần Đại Quang.